# Carnaval de Rome
 (octobre 2023).

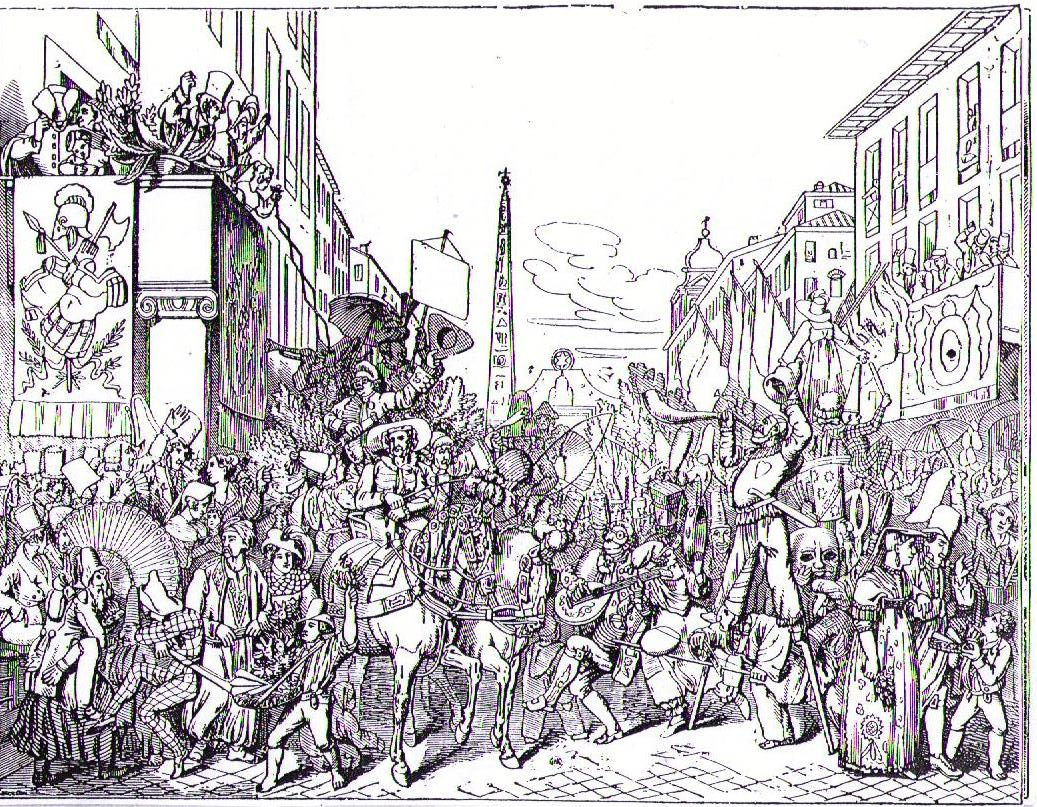
Le Carnaval de Rome sur la via del Corso en 1836. On distingue au fond l'obélisque de la piazza del Popolo (place du Peuple).

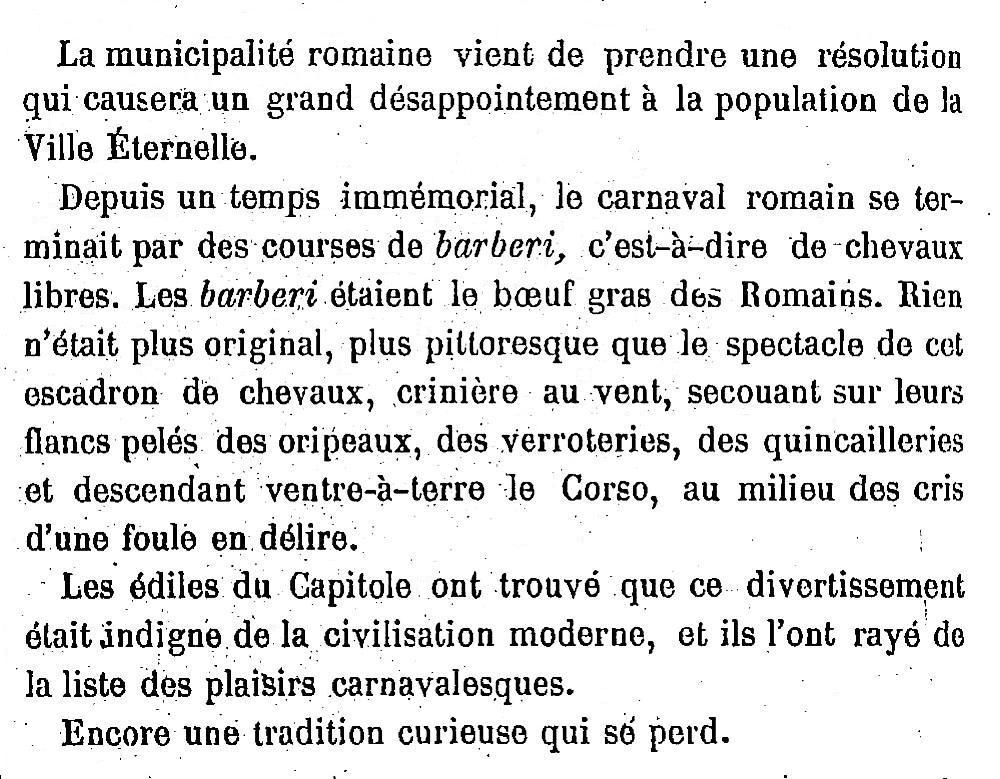
L'Univers illustré, 14 février 1874.

Le Carnaval de Rome était jadis et jusque durant le XIXe siècle un des plus grands, spectaculaires, anciens et célèbres du monde. On le connait par des tableaux, gravures et descriptions. En 1581, Michel de Montaigne y a assisté et en parle dans son journal de voyage. En 1787, Goethe en a fait une description. Sa chambre, via del Corso, se trouvait située sur le lieu central du Carnaval.
Les événements principaux du Carnaval de Rome étaient la promenade de masques avec bataille de confetti et bouquets, la course des chevaux libres, appelée course de Barberi, et la bataille de bougies.
Le Carnaval de Rome s’éteint peu à peu à partir du milieu du XIXe siècle. Les traditions disparaissent, et même le Corso, course équestre finale, est suspendu à partir de 1882, mettant ainsi un terme à l’un des carnavals les plus colorés et joyeux d’Europe. Son importance passée, son déroulement sont aujourd'hui largement oubliés du grand public.
Depuis le début du XXIe siècle, le Carnaval renaît et se déroule aux mêmes dates que le Carnaval de Venise, pendant presque 10 jours où Rome abrite divers spectacles et festivités. La première édition a eu lieu en 2010.

## Huit jours de fête via del Corso

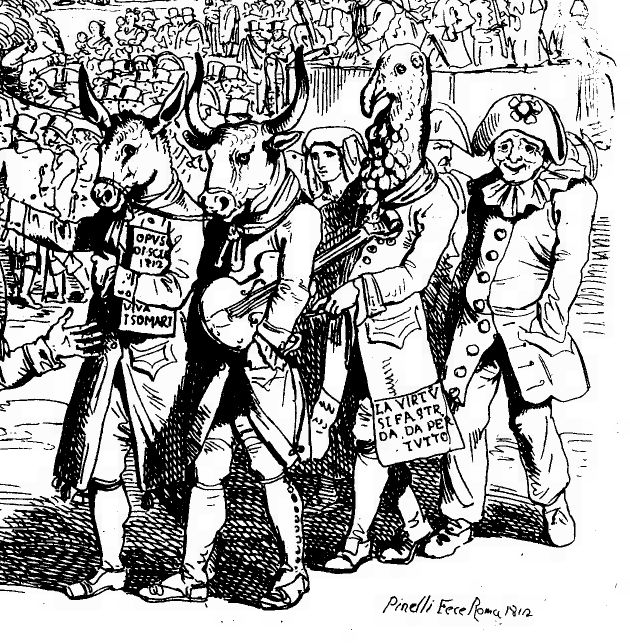
Groupe costumé au Carnaval de Rome en 1812.

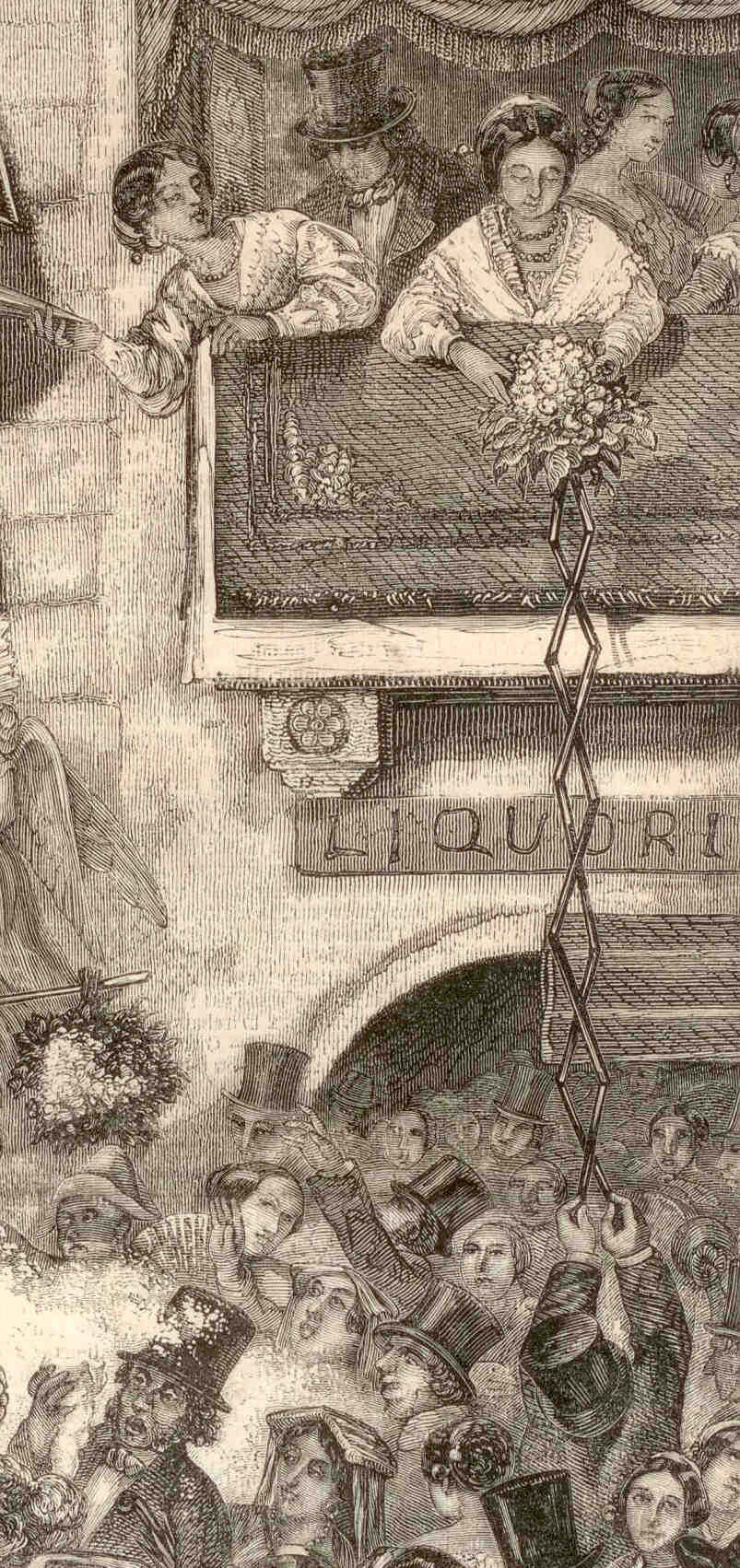
Via del Corso, l'offrande du bouquet au bout des grands ciseaux de bois.

Une des principales rues actuelles de Rome, très longue et droite, est à l'origine une antique voie romaine : la via Flaminia. Elle porta par la suite le nom de via Lata et enfin de via del Corso, qu'elle conserve aujourd'hui.
Durant le Carnaval, les masques se donnaient rendez-vous en masse sur la via del Corso.
Le 21 février 1701, dans une lettre adressée depuis Rome à son père, Bernard-Claude Deshays jeune homme de Rouen écrit :
Je vous diray avoir veu le carnaval de Rome, qui est une choze admirable par la despance que font les Romains : tous chariots d'or et les prince fesant le coché et s'entre jette des dragéez ; cela dure 8 jours et chaque jour de différante choze ; je ne peux pas vous exprimer les beautez, l'on viendroit volontiers de plus de 400 lieues pour voir cela,
Un prêtre français séjournant à Rome en 1861-1862 écrit toujours à propos de cette fête :
Ce fameux carnaval dure huit jours. Chacun de ces jours, à deux heures de l'après-midi, un coup de canon annonce qu'on peut commencer à se promener à pied ou en voiture, et à se battre dans le Corso seulement, pas dans les autres rues. Je dis se battre, c'est-à-dire qu'on s'accable, qu'on s'inonde de confetti, espèces de dragées rondes en plâtre qui coûtent un baïoque la livre.
Le même témoin décrit un lanceur de confetti qui s'est abrité les yeux de la meurtrissure de ceux-ci avec un masque d'escrime.
Un grand moment du Carnaval était la course de chevaux libres, Théodore Géricault avait projeté la réalisation d'un grand tableau sur le thème de la course des chevaux libres au Carnaval de Rome, à laquelle il avait assisté. Il ne réalisa finalement pas son projet, dont il nous reste cinq esquisses peintes préparatoires. À la fin du Carnaval se déroulait une bataille de bougies où les belligérants cherchaient joyeusement à éteindre les bougies des autres, protéger ou rallumer la leur :
Mais tout n'est point fini : il s'agit d'enterrer le roi des fous : il maestro Berlingaccio (maître Carnaval). Ses funérailles se font à la lueur des moccoli. La nuit est survenue, mais les moccoli feraient pâlir la lumière du soleil. Ce sont, dit M. Lafond, de petites bougies allumées qu'on tient à la main.  Mais ce n'est pas le tout que d'avoir son moccolo ; il faut éteindre celui du voisin et conserver le sien ! mouchoirs, chapeaux, bouquets, confetti, tout s'emploie avec fureur à cette fin ; l'infortuné qui a sa bougie morte est montré au doigt, et on lui crie aux oreilles avec dérision : Senza moccolo ! senza moccolo ! la bella principessa è amazzata ! che il signore cavaliere sia amazzato !
– Eh ! eh eh ! senza moccolo ! s'écrient les uns.
– Ecco ! il moccolo, répondent les autres en rallumant leurs bougies. C'est une frénésie générale. Les cochers ont des moccoli au bout de leurs fouets ; on grimpe derrière les voitures, pour les éteindre, à l'aide d'éteignoirs au bout d'une perche. On escalade les balcons et les estrades pour souffler la lumière de tel ou tel qui ne se méfie de rien, et pendant ce temps, c'est vous-même qui vous trouvez senza moccolo. Et de rire ! Comme si chose plus désopilante ne s'était jamais vue.
Jules Michelet qui n'a pas assisté à la fête, ayant visité Rome au moment des fêtes de Pâques, note en 1830 :
Pendant les fêtes du Carnaval, les Romains courent par les rues, portant des flambeaux allumés que chaque voisin cherche à éteindre. On entend partout ces cris : Mort au seigneur abbé ! Mort à la belle princesse ! (Che il signore abbate sia ammazzato ! Che la bella principessa sia ammazzata !)
À propos de la via del Corso durant le Carnaval, un peintre écrit en mars 1835 :
Il faut être fou jusqu’au dernier jour avec les autres pour vous former une idée de ce brillant spectacle. Imaginez-vous voir une rue de près d’une lieue de longueur, c’est la rue du Cours de Rome. C’est là que s’assemble la multitude innombrable des masques, des voitures et des curieux de toute espèce et de tous les pays du monde. Vous ne pouvez vous figurer quel charivari épouvantable toute cette masse bigarrée de toutes les couleurs produit sur les yeux et les oreilles et quand vous saurez que chaque individu est muni dans ses poches de dragées enfarinées et qu’il en jette à foison de toutes parts, vous avouerez qu’on ne peut voir un spectacle plus étonnant. En effet cette foule, ce bruit de tonnerre accompagné de la grêle blanche lancée des fenêtres et des voitures, le cri aigu des masques et la poudre qui tourbillonne dans les airs offrent un tableau tout à fait diabolique.
Il se pratiquait au Carnaval de Rome une amusante forme de galanterie carnavalesque, comme le rapporte la Comtesse Eugénie Dutheil de la Rochère dans une description datant de 1850 :
...ces Romains que j'avais vus, plus ingénieux ou plus galants, offrir à coup sûr, au bout de grands ciseaux de bois, aux dames assises aux balcons, un bouquet ou un billet enfermé dans un petit sac élégant. La politesse veut que cet hommage public ne soit point refusé ; on peut ne pas répondre au billet, mais on remplace toujours le bouquet par un autre, de même qu'on ne renvoie jamais immédiatement celui qu'on vient de recevoir.
Ces offrandes se faisaient également au bout de longues perches.
Vers 1860, un divertissement qui se pratiquait au Carnaval de Rome était la chasse au haut-de-forme :
Tout chapeau à haute forme qui se montre dans le Corso, a droit immédiatement d'être abattu, poussé, piétiné. J'ai remarqué qu'à l'endroit du Corso qui se trouve entre la Via dei Condotti et la Via de la Fontanella Borghese, il y a toujours de malheureux Anglais ignorants de la loi ou croyant réussir à l'éluder, qui se hasardent à traverser le Corso avec de majestueux tuyaux de poêle. A peine le mylord a-t-il mis le pied sur le pavé carnavalesque, que le chapeau aux luisantes soies dégringole en un revers de main du chef britannique. Imprécations, goddam mille fois répétés : c'était stioupide ! moâ vôloir boxer vô ! moâ faire procès à vô ! Vô pas avoir pénombre de édioucation civilisée, etc. Rien n'y fait, l'infortuné chépeau va son train et en moins de cinq minutes est devenu plus plat qu'une galette de sarrazin bretonne. J'en ai au moins une bonne douzaine (de chapeaux), non pas sur l'estomac, mais sur la conscience. C'est de la passion chez moi. J'en mets au moins autant que les toréadors espagnols à astiquer leurs bêtes à cornes, et prends à cet honnête divertissement un plaisir de roi.

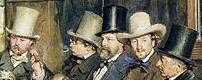
Des chapeaux haut-de-forme à Rome en 1856.

La même chasse se pratiquait aussi au Carnaval de Nice, comme le rapporte un ouvrage datant de 1888 :
Gare surtout au malheureux chapeau haut de forme qui s'aventure sur le parcours du défilé carnavalesque ; on en fera impitoyablement un accordéon.
De même qu'il existait traditionnellement des personnages typiques du Carnaval de Paris, existaient jadis des personnages typiques du Carnaval de Rome, remarqués et revenant chaque année : Quacqueri, Polichinelles, travestis, etc.
En 1850, les républicains romains cherchèrent à empêcher le Carnaval qui témoignait de la liesse populaire en dépit de la situation politique. Durant la fête, un attentat avec un bouquet piégé blessa grièvement un prince de Canino.

## Les Juifs au Carnaval de Rome
Le place occupée par la communauté juive de Rome est importante durant le Carnaval. Durant plusieurs siècles, une taxe importante lui est imposée pour financer cette fête où elle n'a pas le droit de s'amuser. Il lui est interdit de participer à la liesse générale : privée de l'autorisation de se masquer et du droit à la gazzara (toutes manifestations de rue et chahuts bacchanalesques).
De plus, des brimades lui sont imposées au Carnaval de Rome : course publique de Juifs nus organisée durant le Carnaval. Et représentations de mascarades satiriques se moquant des Juifs : les giudiate.
En 1581, Michel de Montaigne assistera à la course de Juifs nus au Carnaval de Rome et en parlera dans son journal de voyage.
En 1976, une étude détaillée sur la place des Juifs au Carnaval de Rome, rédigée par Martine Boiteux, a été publiée et est consultable en ligne sur Internet.

## Le prestige du Carnaval de Rome
Du temps de sa splendeur, le prestige du Carnaval de Rome est très grand. Ainsi, par exemple, parlant de cette fête en 1669, La Gazette de France écrit :
Le 5 de ce mois (de mars 1669), les Divertissemens du Carnaval, se terminèrent par une agréable Mascarade de l'Ambassadeur d'Espagne, composée de 24 Cavaliers, superbement vestus : lesquels, après avoir paru au Cours, où estoit la Reyne de Suède, passèrent dans les principales rües de cette ville, précédés de plus de 50 Estafiers, aussi, dans un Equipage magnifique, chacun tenant un flambeau de cire blanche.

## La fin du Carnaval de Rome

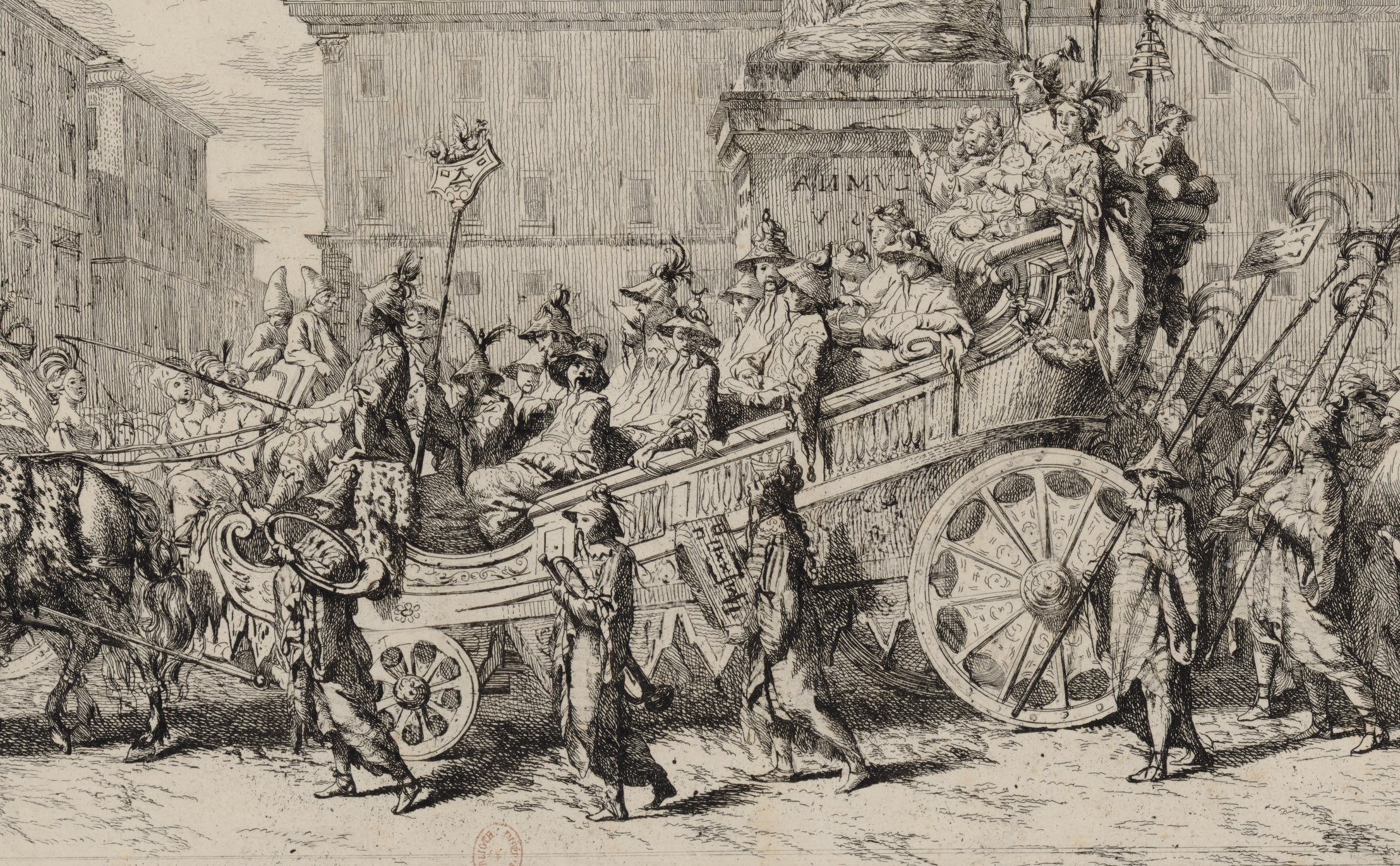
Mascarade chinoise faite en 1735 au Carnaval de Rome par les pensionnaires de l'Académie de France.

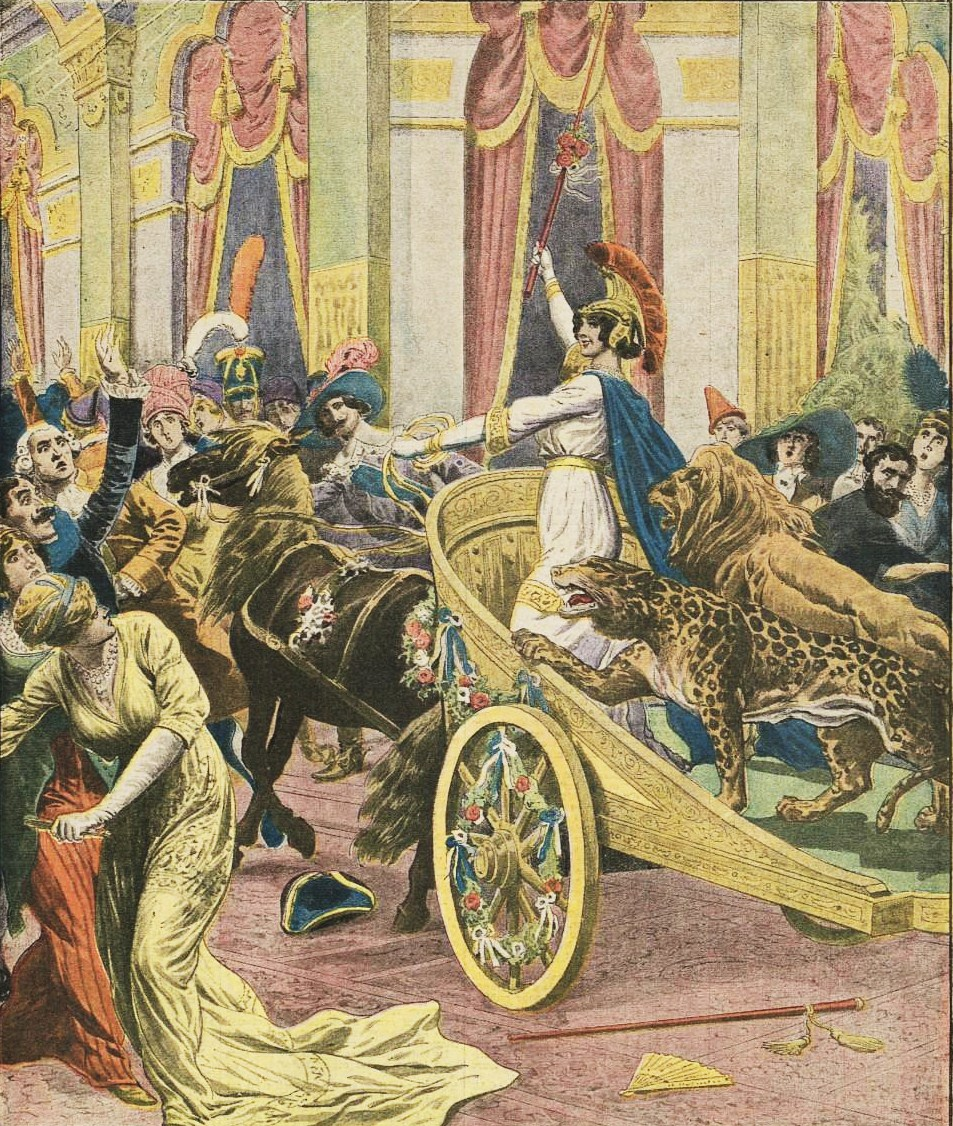
Bal travesti à Rome en février 1913.

La disparition du Carnaval de Rome, aujourd'hui effective, n'a pas été le fruit unique d'une simple désaffection. Son événement principal, la course des chevaux libres, a été supprimé par la municipalité de la ville en 1874. L'Univers illustré écrit à ce propos, le samedi 14 février de cette année, trois jours avant le mardi gras où cette course devait avoir lieu :
La municipalité romaine vient de prendre une résolution qui causera un grand désappointement à la population de la Ville Éternelle.
Depuis un temps immémorial, le carnaval romain se terminait par des courses de barberi, c'est-à-dire de chevaux libres. Les barberi étaient le bœuf gras des Romains. Rien n'était plus original, plus pittoresque que le spectacle de cet escadron de chevaux, crinière au vent, secouant sur leurs flancs pelés des oripeaux, des verroteries, des quincailleries et descendant ventre-à-terre le Corso, au milieu des cris d'une foule en délire.
Les édiles du Capitole ont trouvé que ce divertissement était indigne de la civilisation moderne, et ils l'ont rayé de la liste des plaisirs carnavalesques.
Encore une tradition curieuse qui se perd.
Le clou du Carnaval de Rome, la course des Barberi, nommé ainsi car les chevaux de course qui y participaient venaient à l'origine de Barbarie, fut supprimée par une ordonnance du Conseil municipal. Elle avait été immortalisée par les plus grands peintres et aquarellistes de Rome et par le peintre vénitien Ippolito Caffi.
Par la suite, le maire de Rome Pietro Venturi tenta de faire revivre le Carnaval en restaurant cette course. Mais, en 1884, elle finit par être interdite. Il fut organisé à sa place et jusqu'en 1890 inclut une cavalcade des artistes, durant la journée du mardi gras, de la Piazza del Popolo à la Piazza Venezia.
À la fin du XIXe siècle, le Carnaval de Rome est en plein déclin.
Nicolas Gogol dans ses Nouvelles de Pétersbourg, à propos du Carnaval de Rome fait dire à un de ses personnages : « C'est un carnaval pour les enfants. Je me souviens du vrai carnaval ou pendant toute sa durée il n'y avait même pas une voiture et toute la nuit les rues étaient remplies de musique... où il y avait combien d'amusement ! Mais maintenant, ce carnaval qu'est-ce que c'est ?... C'est une porcherie ! »
En 1900, eut lieu à Rome le dernier carnaval d'une certaine importance, mais sans bal organisé à la cour, parce que c'était l'année du Jubilé et de la reine Margherita. Peut-être aussi parce que la Maison de Savoie s'était emparée cette année-là du palais du Quirinal, propriété des papes.
En 1901, le Carnaval de Rome est passé presque inaperçu, jusqu'à l'inauguration de la Fontaine des Naïades, sur la place de l'Esedra. À cette occasion a été organisée une mascarade qui sera la dernière lueur du Carnaval romain.
Le Carnaval de Rome va perdurer dans des fêtes privées, au moins encore une dizaine d'années. En février 1913, Le Petit Journal dans son supplément du dimanche rapporte un incident qui se serait produit dans un grand bal travesti romain très chic : une invitée, la princesse Radziwill, s'y est présentée sur un char attelé en compagnie de deux grands fauves apprivoisés.
Comme l'a été le Carnaval de Paris durant des dizaines d'années, le Carnaval de Rome est aujourd'hui largement oublié. La perte d'indépendance de la ville, en 1870, quand elle devint capitale du royaume d'Italie est sans doute pour une part au moins à l'origine de sa disparition. Cette fête à laquelle beaucoup d'artistes ont participé, en des temps où « le voyage en Italie » était une institution incontournable pour eux, leur a inspiré diverses créations artistiques telles que l'ouverture « Le Carnaval romain » d'Hector Berlioz. Le deuxième thème de cette œuvre, danse endiablée transtévérine, est un rapide saltarello à 6/8 qui évoque l'atmosphère joyeuse du Carnaval de Rome.

## Les artistes français au Carnaval de Rome en 1748

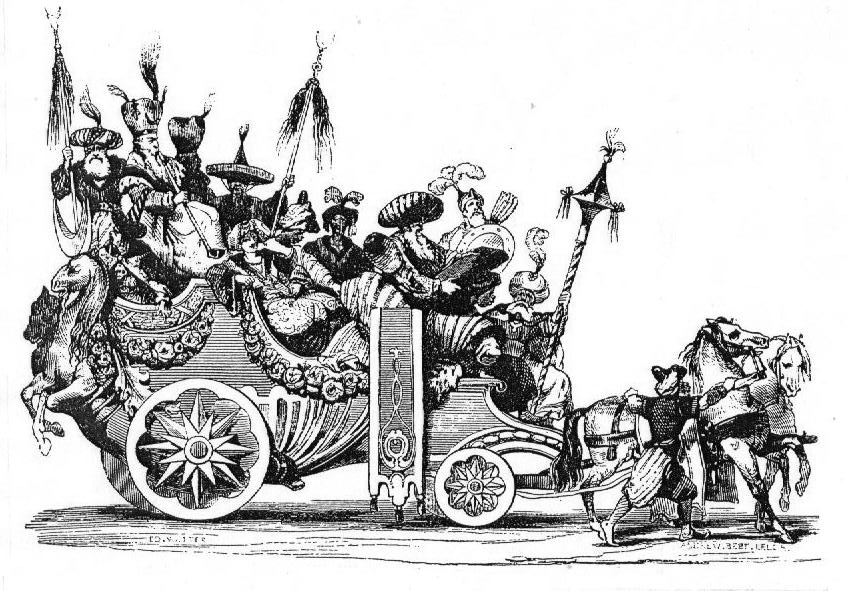
Mascarade des artistes français au Carnaval de Rome en 1748, représentée d'après les dessins et gravures de Joseph-Marie Vien.

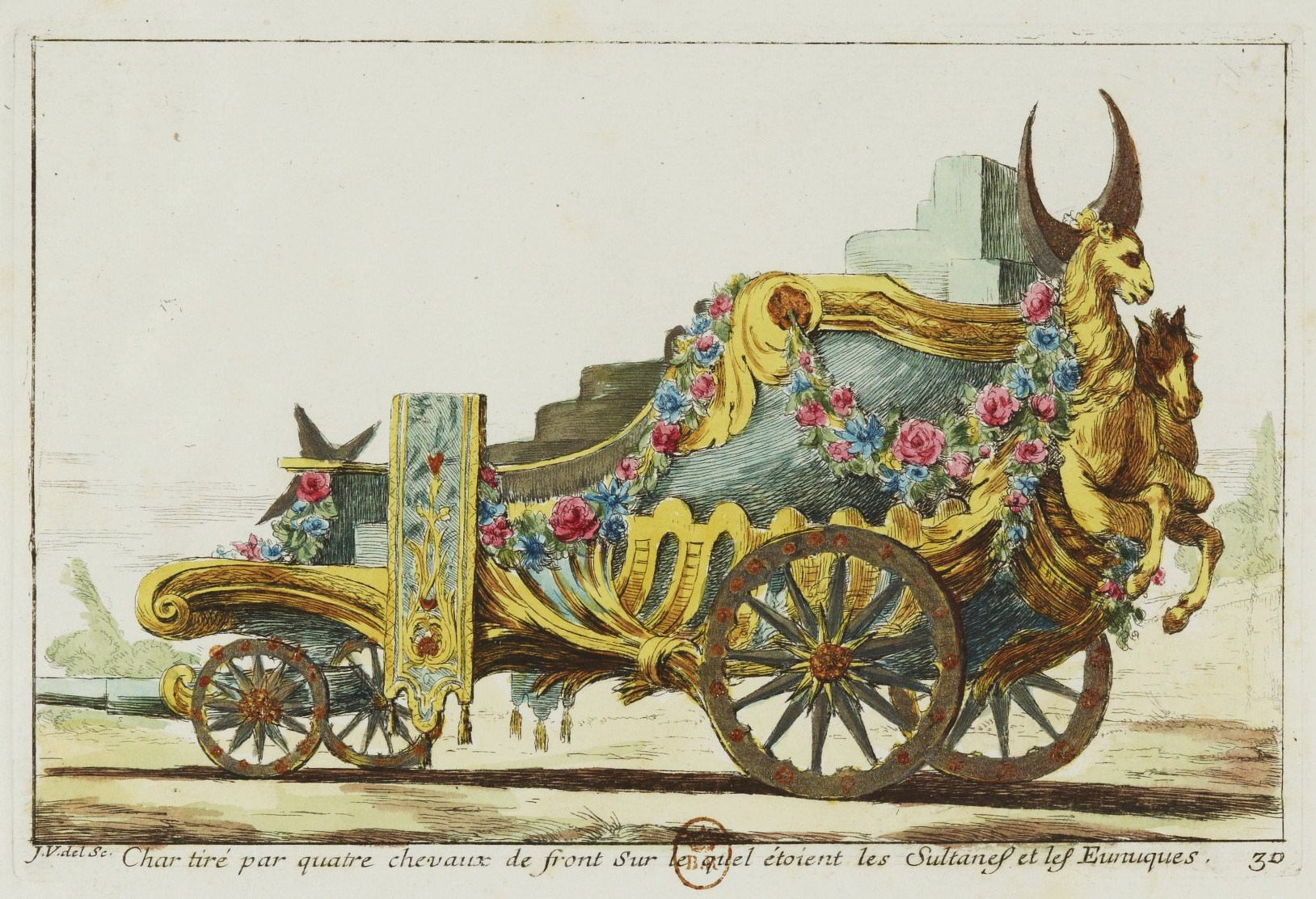
« Char tiré par quatre chevaux de front sur lequel etoient les Sultanes et les Eunuques. » Gravure de Joseph-Marie Vien coloriée à la main extraite de son livre sur la mascarade de 1748.

Ils avaient déjà fait en 1735 une Mascarade chinoise au Carnaval de Rome dont une estampe conserve le souvenir.
Au carnaval de l'année 1748, les peintres pensionnaires de l'Académie française à Rome, pour célébrer dignement le carnaval, ordinairement si joyeux dans cette ville, s'avisèrent d'une mascarade dont Vien (plus tard réformateur de l'École française) résolut de consacrer le souvenir. Il dessina et grava lui-même une suite de planches représentant les détails de la fête. Cette suite forme un petit volume in-folio, aujourd'hui assez rare, et porte le titre suivant :

« Caravane du sultan de la Mecque, mascarade turque donnée à Rome par messieurs les pensionnaires de l'Académie de France, et leurs amis, au carnaval de l'année 1748 ; dédiée à messire Jean-François de Troy, écuyer, etc., directeur de l'Académie royale de France à Rome, etc. »

Puis vient une dédicace que nous donnons ici, car elle renferme à peu près les seuls renseignements que nous possédions sur cette mascarade. Le style en est peu correct.

« Monsieur, la mascarade que nous avons donnée au peuple romain, le carnaval dernier, a eu un tel applaudissement, que j'ai pris la résolution d'en dessiner et graver toutes les différentes figures qui la composoient. Le devoir et la reconnoissance m'obligent, monsieur, à vous la dédier. Les secours que vous nous avez contribués, soit par vos conseils dans l'exécution de notre projet, soit par vos libéralités dans les dépenses que nous avons faites, et dans lesquelles vous avez bien voulu entrer, exigent de moi ce tribut de gratitude et de respect. »

Les planches sont au nombre de trente, sans compter un frontispice où sont dessinés « les trompettes, pages, esclaves et vases que l'on portoit pour présent à Mahomet. » Voici les titres mis au bas de chacune d'elles, au moyen desquels on pourra se faire une idée du cortège : Aga des janissaires, chef des spahis, porte-enseigne, bacha à trois queues, le grand-visir, bacha d'Égypte, bacha de Caramanie, chef des indiens, prêtre de la loi, le moufti, himan de la grande mosquée, émir-bachi, garde du grand-seigneur, chef des huissiers, ambassadeur de la Chine, ambassadeur de Siam, le grand-seigneur, ambassadeur de Perse, ambassadeur du Mogol, chef des esclaves, esclave noir, esclave blanc, sultane de Transylvanie, deux sultanes blanches, sultane grecque, deux sultanes noires (de ces quatre dernières figures, deux sont assises, deux autres couchées), sultane reine, et enfin le char que nous donnons ici, et où nous avons placé le plus grand nombre possible de personnages.
Ces planches sont coloriées et rehaussées d'or. On peut voir par la magnificence des costumes que rien n'avait été négligé pour rendre cette fête brillante et mériter les applaudissements du peuple romain.
Une édition en couleurs et une autre en noir et blanc sont consultables sur Internet.

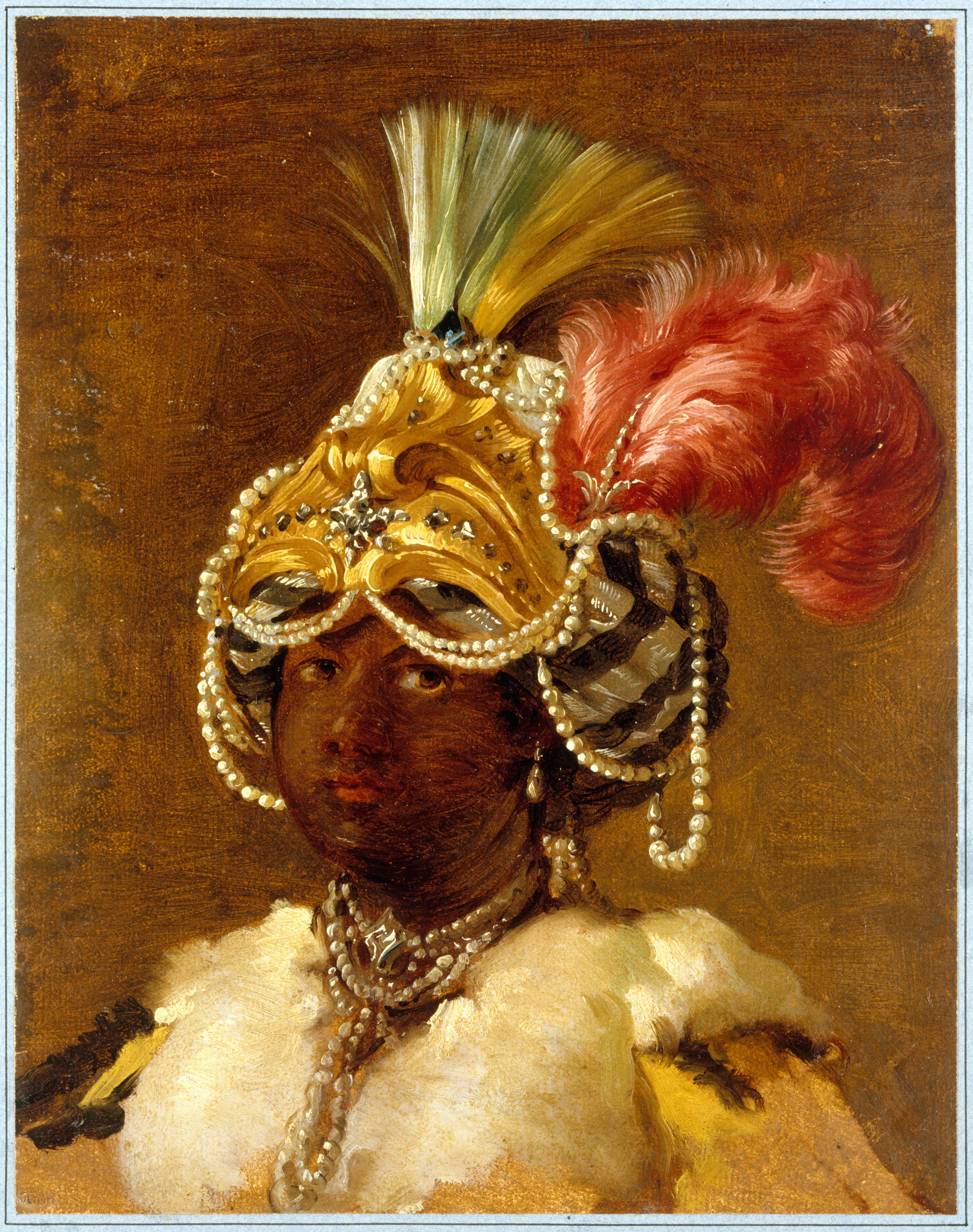
Le sultan noir, étude pour La caravane du sultan à la Mecque, tableau de Joseph-Marie Vien figurant la mascarade de 1748[32].
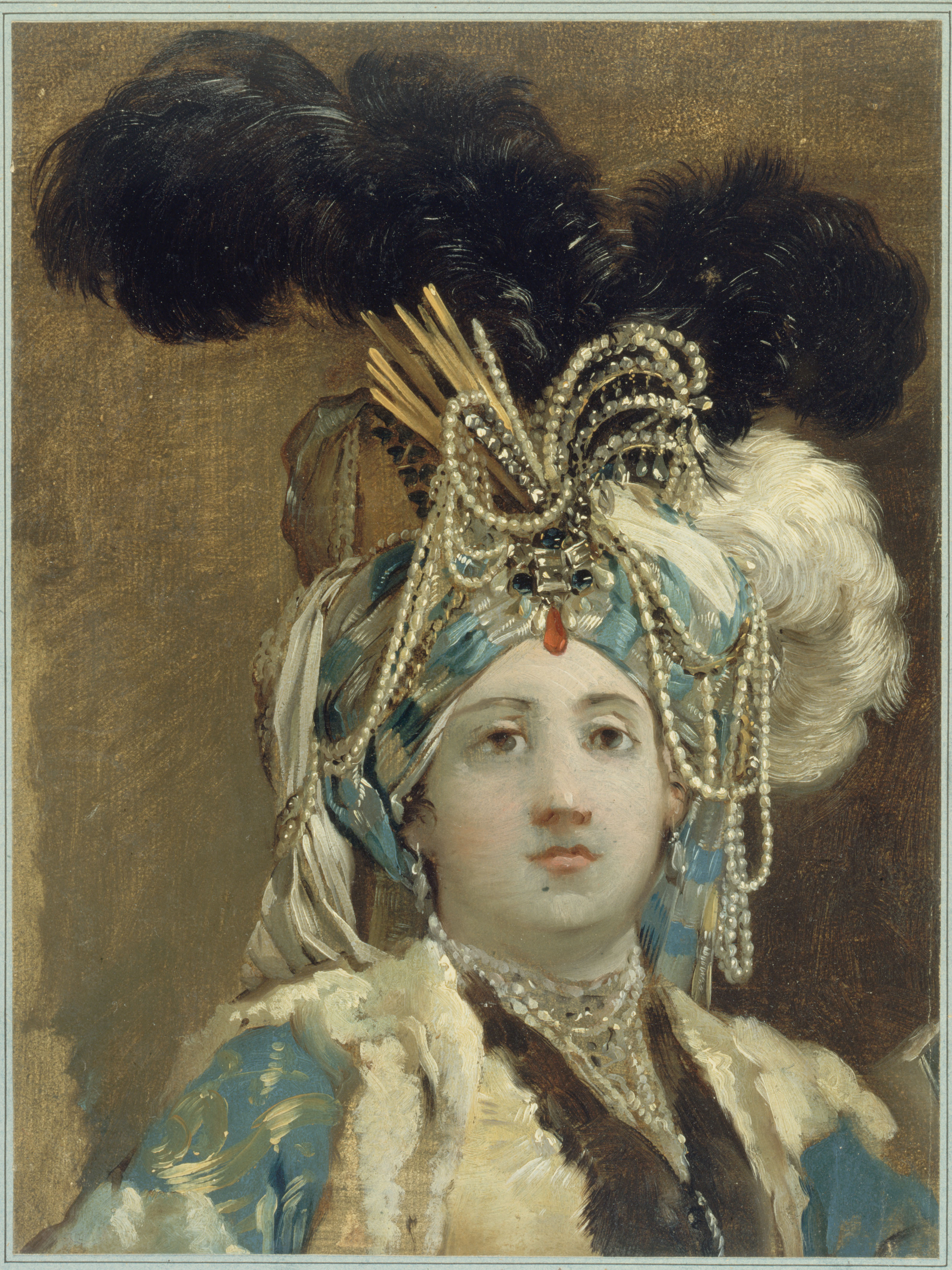
La sultane blanche, étude pour La caravane du sultan à la Mecque, tableau de Joseph-Marie Vien figurant la mascarade de 1748[32].
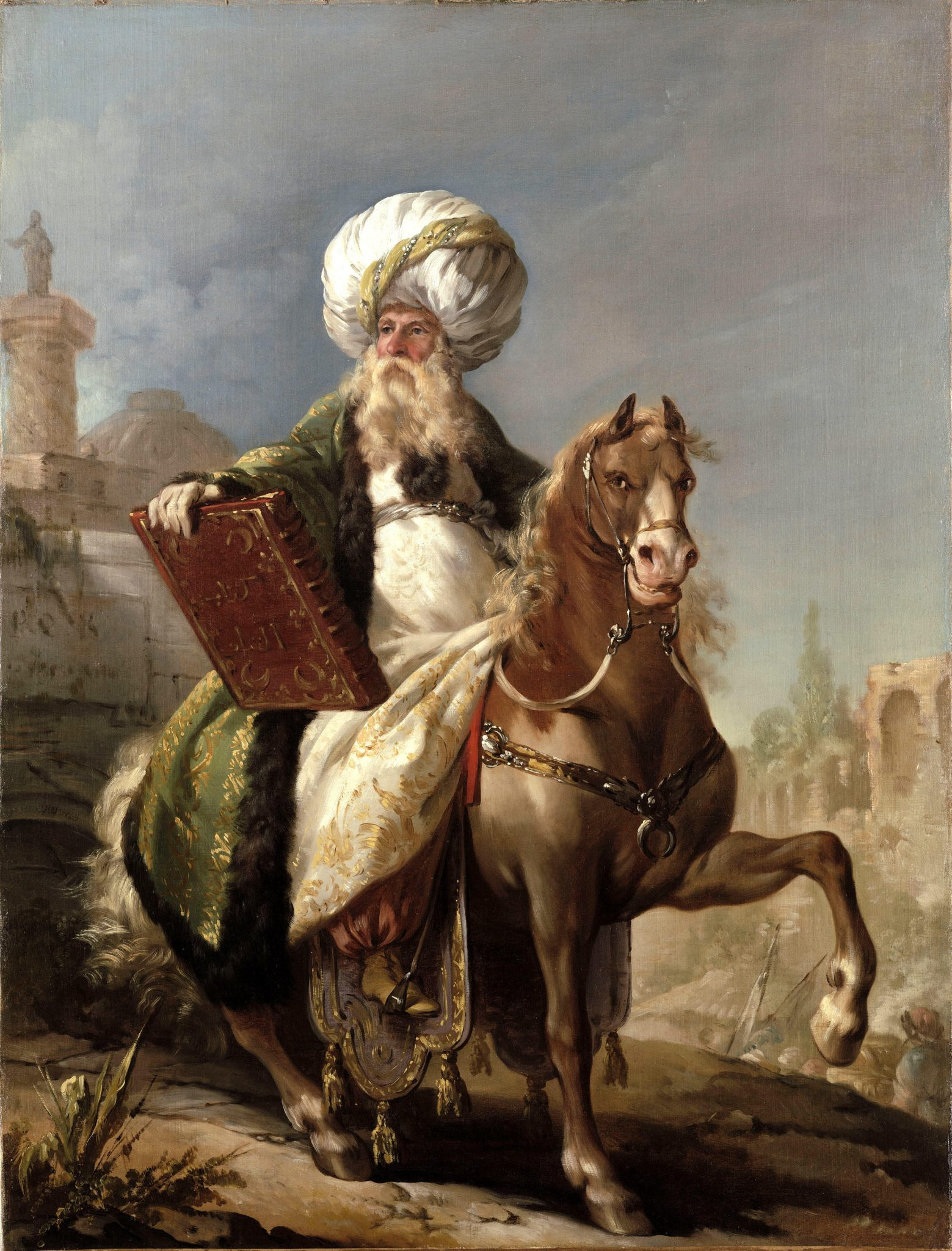
Portrait équestre de Michel-Barthélemy Hazon en costume de mufti turc, par Joseph-Marie Vien. Le costume fut porté par Hazon lors de sa participation à la mascarade de 1748.

## Le Carnaval de Rome vers 1844 vu par Alexandre Dumas[33]

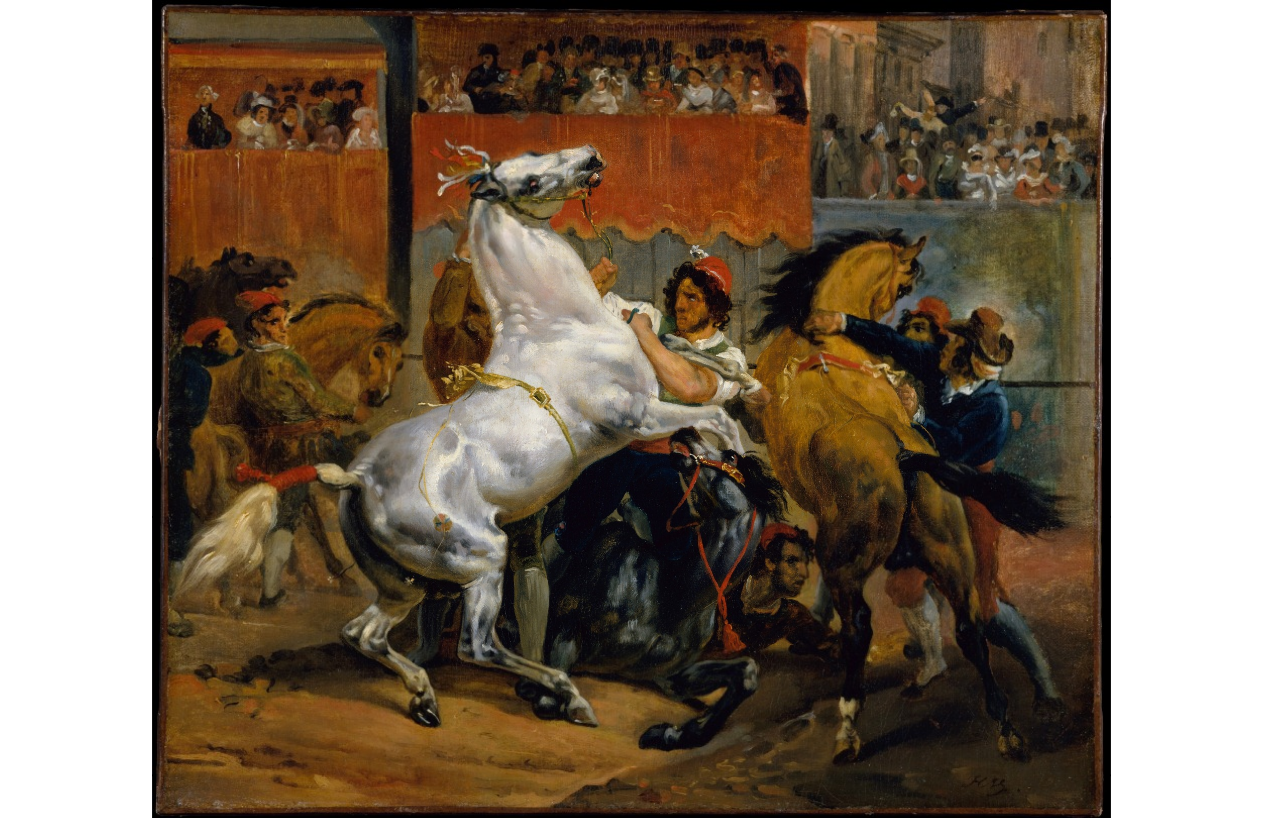
Horace Vernet Le départ de la course des chevaux libres au Carnaval de Rome (1820).

Il est difficile de se faire l'idée d'une opposition plus complète que celle qui venait de s'opérer. Au lieu de ce spectacle de mort sombre et silencieux, la place del Popolo présentait l'aspect d'une folle et bruyante orgie.
Une foule de masques sortaient, débordant de tous les côtés, s'échappant par les portes, descendant par les fenêtres ; les voitures débouchaient à tous les coins de rue, chargées de pierrots, d'arlequins, de chevaliers, de paysans : tout cela criant, gesticulant, lançant des œufs pleins de farine, des confetti, des bouquets ; attaquant de la parole et du projectile amis et étrangers, connus et inconnus, sans que personne ait le droit de s'en fâcher, sans que pas un fasse autre chose que d'en rire.
...
Mais peu à peu l'ivresse générale les gagna : il leur sembla que leur raison chancelante allait les abandonner ; ils éprouvaient un besoin étrange de prendre leur part de ce bruit, de ce mouvement, de ce vertige.
Une poignée de confetti qui arriva à Morcerf d'une voiture voisine, et qui, en le couvrant de poussière, ainsi que ses deux compagnons, piqua son cou et toute la portion du visage que ne garantissait pas le masque, comme si on lui eût jeté un cent d'épingles, acheva de le pousser à la lutte générale dans laquelle étaient déjà engagés tous les masques qu'ils rencontraient.
Il se leva à son tour dans la voiture, il puisa à pleines mains dans les sacs, et, avec toute la vigueur et l'adresse dont il était capable, il envoya à son tour œufs et dragées à ses voisins.
...
Plus la journée s'avançait, plus le tumulte devenait grand : il n'y avait pas sur tous ces pavés, dans toutes ces voitures, à toutes ces fenêtres, une bouche qui restât muette, un bras qui demeurât oisif ; c'était véritablement un orage humain composé d'un tonnerre de cris et d'une grêle de dragées, de bouquets, d'œufs, d'oranges, de fleurs.
À trois heures, le bruit de boîtes tirées à la fois sur la place du Peuple et au palais de Venise, perçant à grand-peine cet horrible tumulte, annonça que les courses allaient commencer.
Les courses, comme les moccoli, sont un des épisodes particuliers des derniers jours du carnaval. Au bruit de ces boîtes, les voitures rompirent à l'instant même leurs rangs et se réfugièrent chacune dans la rue transversale la plus proche de l'endroit où elles se trouvaient.
Toutes ces évolutions se font, au reste, avec une inconcevable adresse et une merveilleuse rapidité, et cela sans que la police se préoccupe le moins du monde d'assigner à chacun son poste ou de tracer à chacun sa route.
Les piétons se collèrent contre les palais, puis on entendit un grand bruit de chevaux et de fourreaux de sabre.
Une escouade de carabiniers sur quinze de front parcourait au galop et dans toute sa largeur la rue du Cours, qu'elle balayait pour faire place aux barberi. Lorsque l'escouade arriva au palais de Venise, le retentissement d'une autre batterie de boîtes annonça que la rue était libre.
Presque aussitôt, au milieu d'une clameur immense, universelle, inouïe, on vit passer comme des ombres sept ou huit chevaux excités par les clameurs de trois cent mille personnes et par les châtaignes de fer qui leur bondissent sur le dos ; puis le canon du château Saint-Ange tira trois coups : c'était pour annoncer que le numéro trois avait gagné.
Aussitôt sans autre signal que celui-là, les voitures se remirent en mouvement, refluant vers le Corso, débordant par toutes les rues comme des torrents un instant contenus qui se rejettent tous ensemble dans le lit du fleuve qu'ils alimentent, et le flot immense reprit, plus rapide que jamais, son cours entre les deux rives de granit.
...
La nuit s'approchait rapidement ; et déjà, au cri de : Moccoli ! répété par les voix stridentes d'un millier d'industriels, deux ou trois étoiles commencèrent à briller au-dessus de la foule. Ce fut comme un signal.
Au bout de dix minutes, cinquante mille lumières scintillèrent descendant du palais de Venise à la place du Peuple, et remontant de la place du Peuple au palais de Venise.
On eût dit la fête des feux follets. On ne peut se faire une idée de cet aspect si on ne l'a pas vu. Supposez toutes les étoiles se détachant du ciel et venant se mêler sur la terre à une danse insensée. Le tout accompagné de cris comme jamais oreille humaine n'en a entendu sur le reste de la surface du globe.
C'est en ce moment surtout qu'il n'y a plus de distinction sociale. Le facchino s'attache au prince, le prince au bourgeois, chacun soufflant, éteignant, rallumant. Si le vieil Eole apparaissait en ce moment, il serait proclamé roi des moccoli, et Aquilon héritier présomptif de la couronne.
Cette course folle et flamboyante dura deux heures à peu près ; la rue du Cours était éclairée comme en plein jour, on distinguait les traits des spectateurs jusqu'au troisième et quatrième étage.
...
Tout à coup le son de la cloche qui donne le signal de la clôture du carnaval retentit, et au même instant tous les moccoli s'éteignirent comme par enchantement. On eût dit qu'une seule et immense bouffée de vent avait tout anéanti.
Franz se trouva dans l'obscurité la plus profonde.
Du même coup tous les cris cessèrent, comme si le souffle puissant qui avait emporté les lumières emportait en même temps le bruit.
On n'entendit plus que le roulement des carrosses qui ramenaient les masques chez eux ; on ne vit plus que les rares lumières qui brillaient derrière les fenêtres.
Le carnaval est fini.

## Le Carnaval de Rome en 1857

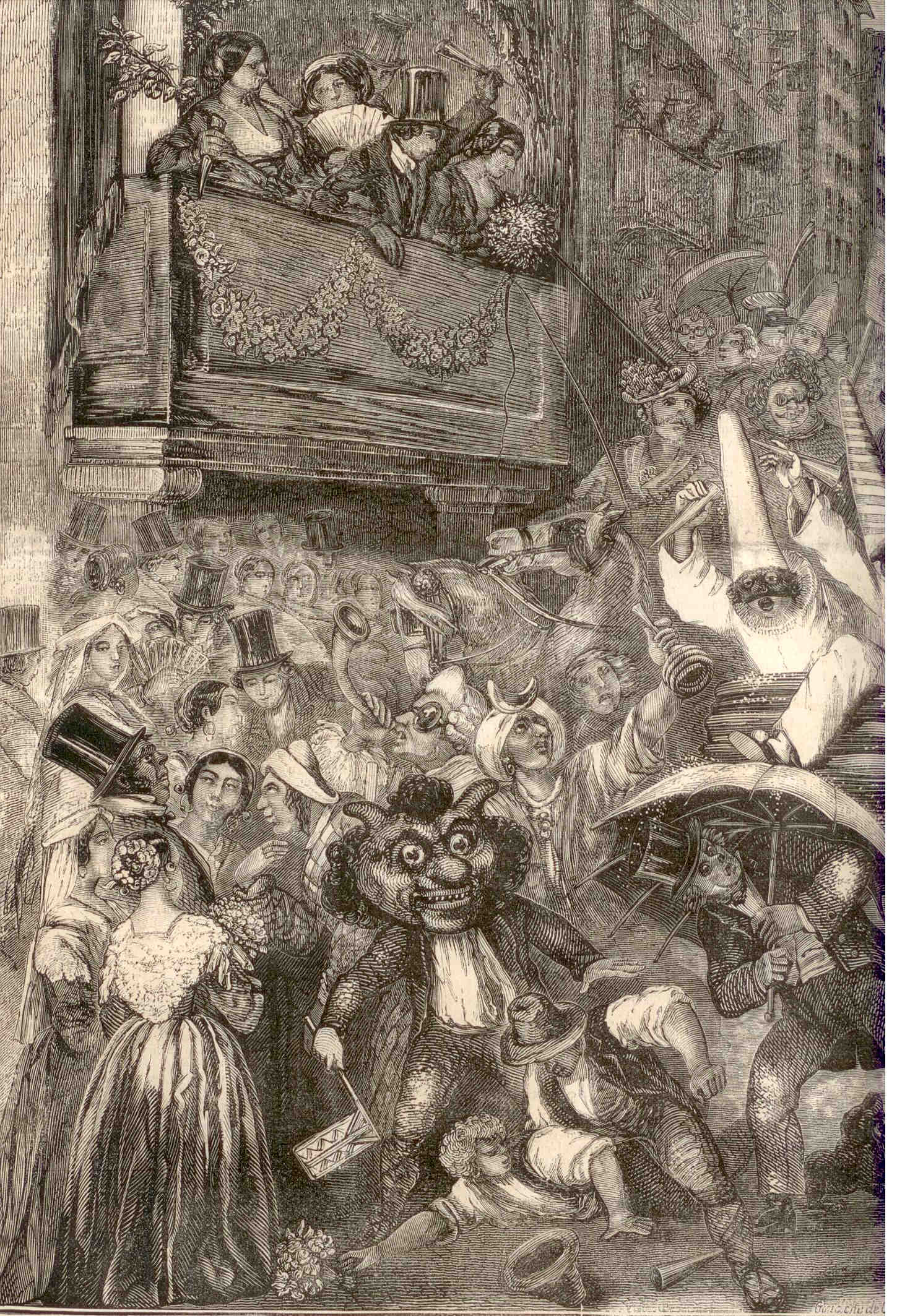
Au Carnaval de Rome en 1857.

Le Corso est une voie étroite, à peu près comme la rue de Provence, longue de trois quarts de lieue. Elle commence place du Peuple et finit sur la place de Venise.
Dessinit in piscem
Elle est bordée de hautes maisons et d'immenses palais. Ces derniers, d'une architecture particulière à l'Italie, n'ont point de cours qui les précèdent, comme les cours de nos hôtels. Le palais s'élève sur la rue même ; la cour carrée, derrière le bâtiment, est souvent entourée d'arcades comme les cloîtres.
Les boutiques sont enfoncées, peu apparentes. Les plus élégantes portent orgueilleusement : Ici on parle français, Gants de Paris, Modes de Paris.
Le Corso est désert, comme toutes les rues de Rome. Le samedi, quelques voitures aristocratiques qui se rendent à la promenade du Pincio, viennent le réveiller un peu.
Mais dans la semaine qui précède ce que nous appelons, en France, les jours gras, la décoration change. Du haut en bas des maisons, les fenêtres et les nombreux balcons se pavoisent de draperies rouges, blanches, à bandes d'or et à franges ; toutes les portes ont un écriteau qui annonce des places à louer. À deux heures, tous les jours, le canon annonce la fête. À partir de ce moment la rue se remplit d'une foule compacte, au milieu de laquelle circulent les voitures sur deux files. les fenêtres et les balcons se garnissent de curieux et surtout de curieuses. Celles-ci en costume de paysannes (contadine). Les gracieuses coiffures d'Albano, de Tivoli, émaillent la foule noire et relèvent agréablement ces couleurs banales que les peuples modernes ont adoptées.
Les voitures sont toutes découvertes et remplies de dominos généralement blancs ou gris. Depuis que les Français sont à Rome, il est défendu de porter le masque de velours. Chacun porte alors un masque comme ceux dont on se sert pour faire des armes, et vous allez bientôt en voir l'utilité. Du haut de chaque balcon, de chaque fenêtre, tombe sur les voitures et sur les passants une grêle de petits pois enfarinés, des confetti. Quelquefois, aux dames, on adresse un bonbon ou un bouquet. Chaque voiture est chargée de paniers pleins de fleurs et de ces confetti en question, et le combat s'engage des balcons aux voitures, et des voitures aux piétons. C'est une poussière, ce sont des rires, des cris, des trépignements que vous imaginez d'ici. C'est un peu grossier ; nos Françaises ne riraient guère de se voir ainsi enfarinées. Les Anglais, qui peuplent Rome à ce moment, s'y amusent beaucoup ; et les graves Anglaises s'y soumettent parfaitement.
Mais quatre heures sonnent. Autres coups de canon. La foule s'écarte et se range le long des trottoirs, contenue par une ligne de soldats. Les voitures disparaissent en un clin d'œil par les rues transversales. Puis, tout d'un coup, à un signal donné, des chevaux libres, sans selles, les barberi, partent de la place du Peuple et dévorent l'espace au milieu des cris de cette foule, qui les anime et les excite de la voix et des gestes. Arrivés sur la place de Venise, ils s'arrêtent devant une voile blanche tendue en travers de la rue, et le maître du cheval arrivé le premier empoche le prix de la course, tandis que le brave animal rentre à l'écurie ni plus ni moins fier qu'il en était sorti.
Et tout est fini, pour recommencer le lendemain à deux heures. Et ainsi de suite toute la semaine, excepté le vendredi et le dimanche, où le Corso retombe dans sa solitude ordinaire, rendue plus frappante par les quelques jours de vie dont il a joui pendant cette semaine. Le lundi gras et surtout le mardi, comme chez nous, les masques sont plus nombreux, la foule plus compacte, l'animation plus grande. Puis, pour enterrer dignement le carnaval, le mardi gras, après la course habituelle, le Corso s'illumine à la lueur fantastique des moccoletti. En effet, cinq heures sont sonnées et la nuit est venue, nous sommes en hiver. Chacun prend en main un de ces petits cierges comme les bonnes femmes en allument devant les images de la Vierge, et, tout en cherchant à éteindre la lumière de son voisin, s'efforce d'empêcher qu'il arrive malheur à la sienne. Vous pouvez penser quel coup d'œil présente la rue ainsi éclairée, depuis le pavé jusqu'au sixième étage des maisons. Et toutes ces lumières qui s'agitent, qui s'éteignent, qui se raniment. D'un balcon à l'autre la guerre est déclarée ; les mouchoirs, emmanchés au bout d'un long bâton, tombent sournoisement sur le malheureux qui ne s'y attend pas et qui, occupé ailleurs, songeait plus à l'attaque qu'à la défense. Mais à six heures tout s'éteint, tout rentre dans l'ombre. La foule, tout à l'heure si animée, s'écoule silencieusement, et deux gendarmes suffisent pour faire, dans toute la longueur du Corso, disparaître les retardataires.
À Rome il n'y a pas de concierges ; c'est une institution inconnue. Les portes des maisons restent ouvertes toute la nuit, et, en plein jour, elles font l'office de ces colonnes qui décorent nos boulevards de distance en distance. Ajoutez à cela les immondices au coin des rues, et qui pourrissent là, Dieu sait pendant combien de temps. Voilà qui affecte désagréablement et l'œil et l'odorat dans la ville éternelle.

## Le Carnaval de Rome dans les arts et la littérature

### La mascarade de 1748

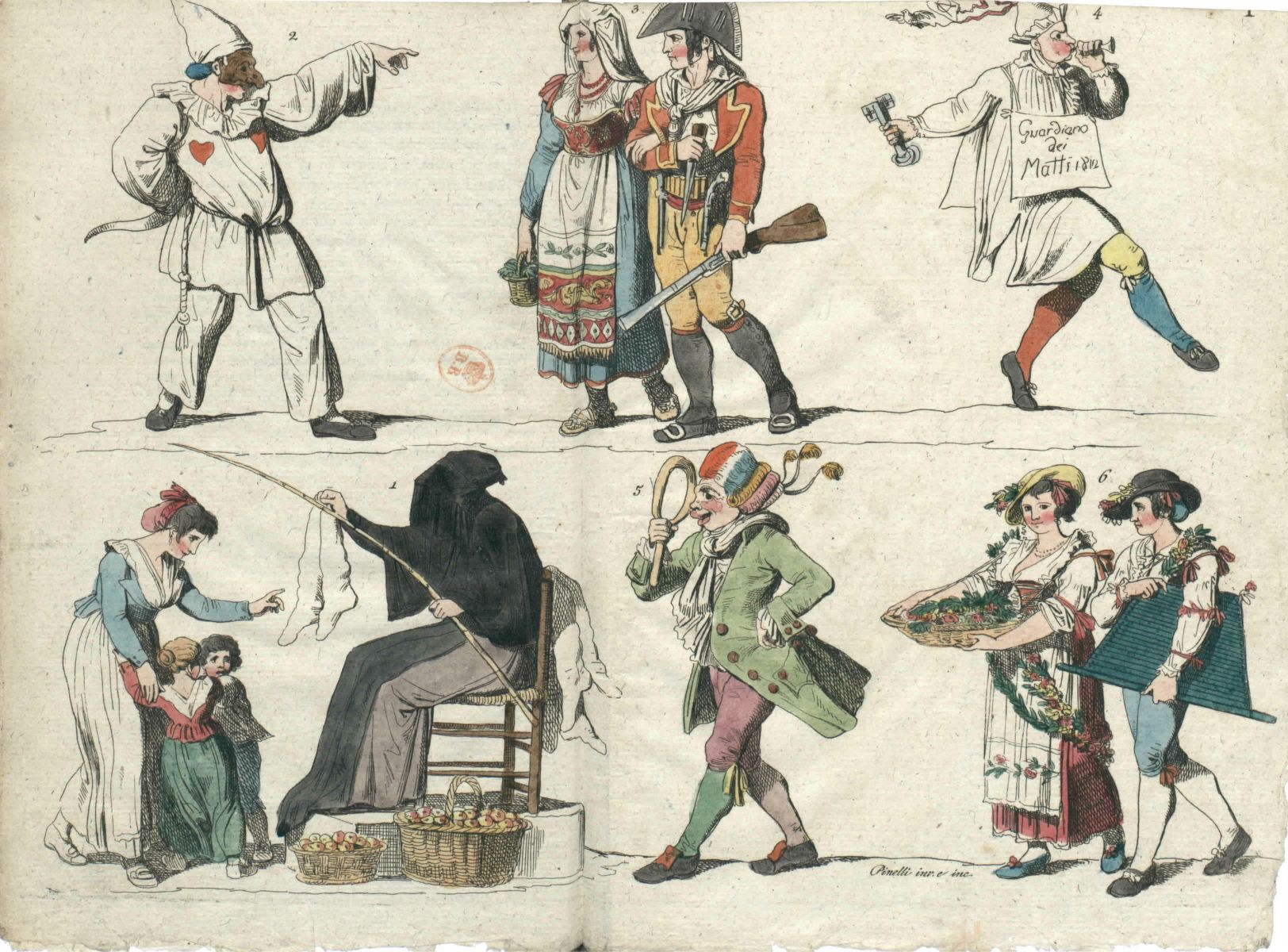
Costumes du Carnaval de Rome en 1812 vus par Bartolomeo Pinelli.

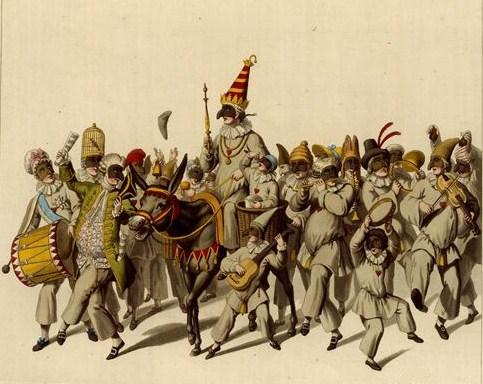

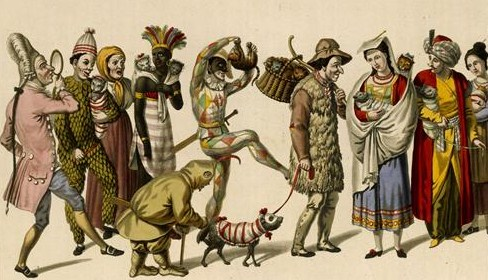
Scènes du Carnaval de Rome par Francesco Valentini (XIXe siècle) ; en haut : Le Roi des Polichinelles, en bas : Les chats en bande.

Cette mascarade des artistes français eut un très grand succès. Et pour en conserver la mémoire Joseph-Marie Vien et Jean Barbault réalisèrent des portraits de leurs condisciples costumés. L'ensemble des œuvres n'est pas localisé, mais on en connaît un certain nombre.
Les titres des personnages sont selon l'orthographe d'alors.
Liste des personnages :
- Jean Barbault, Porte-enseigne, dessin de Joseph-Marie Vien[32].
- Beblon (?), Sultane blanche, dessin de Barbault[42].
- Clément-Marie Belle (1722-1806), peintre, Sultane de Transylvanie, dessin de Vien[32].
- Agostino Brunais (ou Brunias), (mort après 1810), peintre, Eunuque blanc, dessin de Vien[32].
- Castagnier (?), Sultane noire, dessin de Vien[43].
- Michel-Ange Challes (1718-1778), peintre, architecte et dessinateur, Grand vizir, dessin de Vien[32].
- Clément (peintre ?), Prestre de la loi, dessin de Vien[32].
- Claude Olivier Gallimard, (1719-1774) graveur, Emir bacchi, gravure de Vien.
- Nicolas-François Gillet, (1709-1791), sculpteur, Aga des Janissaires, dessin de Vien[32].
- Barthélémy-Michel Hazon, (1722-1816), architecte, Moufti, dessin de Vien[32].
- Nicolas-Henri Jardin (1720-1799), Ambassadeur Perse, tableau de Barbault[44].
- Pierre-Hubert Larchevêque, (1721-1778), Le Grand seigneur, dessin de Vien[32].
- Louis-Joseph le Lorrain, Sultane reine, tableau de Vien[45].
- Le Prince (?) peut-être Jean-Baptiste Le Prince, Chef des huissiers, tableau de Barbault[46].
- Jacques-François Martin (né vers 1720), peintre, Eunuque noir, dessin de Vien[32].
- Jean Moreau architecte, Sultane noire, huile sur papier de Vien[32].
- Edmond-Alexandre Petitot (1727-1801), architecte, Chef des indiens, dessin de Vien[32].
- Monsieur de Rondu (ami des pensionnaires), Chef des eunnuques, gravure de Vien.
- Philibert-Benoît de La Rue, (vers 1725-1780) peintre et dessinateur, Himan de la grande mosquée, dessin de Vien[32].
- Louis-Simon Tiersonnier, (vers 1710-1773), peintre, Sultane grecque[45].

Autres gravures et peintures de Joseph-Marie Vien :
- Caravane du sultan de la Mecque, mascarade turque donnée à Rome par messieurs les pensionnaires de l'Académie de France, et leurs amis, au carnaval de l'année 1748 ; dédiée à messire Jean-François de Troy, écuyer, etc., directeur de l'Académie royale de France à Rome, etc., petit volume in-folio de Joseph-Marie Vien, comportant trente planches coloriées et rehaussées d'or[31].
- Le sultan noir, étude pour La caravane du sultan à la Mecque, tableau de Joseph-Marie Vien figurant la mascarade de 1748[32].
- La sultane blanche, étude pour La caravane du sultan à la Mecque, tableau de Joseph-Marie Vien figurant la mascarade de 1748[32].
- La caravane du sultan à la Mecque, tableau de Joseph-Marie Vien.

L'ensemble des planches gravées et mises en couleurs de Joseph-Marie Vien consacrées à la mascarade de 1748 est consultable sur Internet.

### Autres œuvres artistiques ou littéraires
Liste non exhaustive, à compléter :
- XVIIe siècle – Carnevale di Roma, estampe de Giovanni Battista Falda.

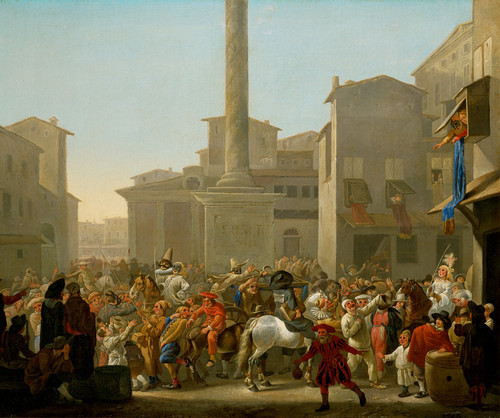
Johannes Lingelbach, Karneval in Rom (Carnaval à Rome), 1650-1651.

- 1634 – Giostra del Saracino a Piazza Navona nel Carnevale del 1634[48] (Joute du Sarrasin[49] sur la Piazza Navona au Carnaval de 1634), tableau de Andrea Sacchi, Filippo Gagliardi et Manciola[50].
- 1650 – 1651 – Karneval in Rom (Carnaval à Rome), tableau de Johannes Lingelbach[47].
- 1735 –  Mascarade chinoise faite à Rome le Carnaval de l'année M.DCC.XXXV par Mrs. les pensionnaires du Roy de France en son Académie des Arts[51], estampe, auteur : Pierre[29].
- 1788 – Romanische Carnaval (Le Carnaval romain), texte de Johann Wolfgang von Goethe.
- 1811 – Il Carnevale di Roma[52] (Le Carnaval de Rome), Eau-forte[53] de Bartolomeo Pinelli.
- 1812 – Costumes du Carnaval de Rome vus par Bartolomeo Pinelli[41].
- 1817 – Course de chevaux libres : La Mossa, huile sur papier marouflé sur toile de Théodore Géricault[54].
- 1820 – Le Départ de la course des chevaux libres, tableau de Horace Vernet[34].
- 1826 – Course de chevaux libres pendant le carnaval, tableau de Horace Vernet[55].
- 1844 – Chapitre XXXVI de Le Comte de Monte-Cristo, roman d'Alexandre Dumas.
- 1844 – Le Carnaval romain op. 9, ouverture d'Hector Berlioz.
- 1854 – Le Carnaval partout – Vaudeville de Clairville et Bernard Lopez[56].
- 1866 – Le Carnaval de Rome, folie-ballet en cinq actes par F. Dugué[57].
- 1869 – Les Moccoli, fin du carnaval de Rome, tableau de Pierre-Louis-Joseph de Coninck[58].
- 1873 – Der Karneval in Rom (Le Carnaval à Rome), opérette de Johann Strauss II.
- 1874 – Le char de Cérès, gravure pleine page parue dans Le Monde Illustré, page 174.
- 1874 – I Confetti, scène de carnaval à Rome, tableau de Pierre-Louis-Joseph de Coninck[58].
- 1880 – Capriccio italien op.45, fantaisie de Piotr Ilitch Tchaïkovski.
- 1885 – La course des Barberi[59], huile sur toile de Léon Philippet[60].
- XIXe siècle – Carnaval à Rome[61], huile sur papier marouflé sur toile de Léon Philippet[62].
- XIXe siècle – Album de scènes du Carnaval de Rome par Francesco Valentini : I gatti in fasce (Les chats en bande), Il Re dei Pulcinelli (Le Roi des Polichinelles), etc.